# Camero Nuevo
El Camero Nuevo es una subcomarca, que junto con el Camero Viejo forman la comarca de Cameros, situada en La Rioja (España). Se ubica en la región de La Rioja Media, en la zona de Sierra. A ella también se le adscribe la localidad soriana de Montenegro de Cameros.

## Geografía

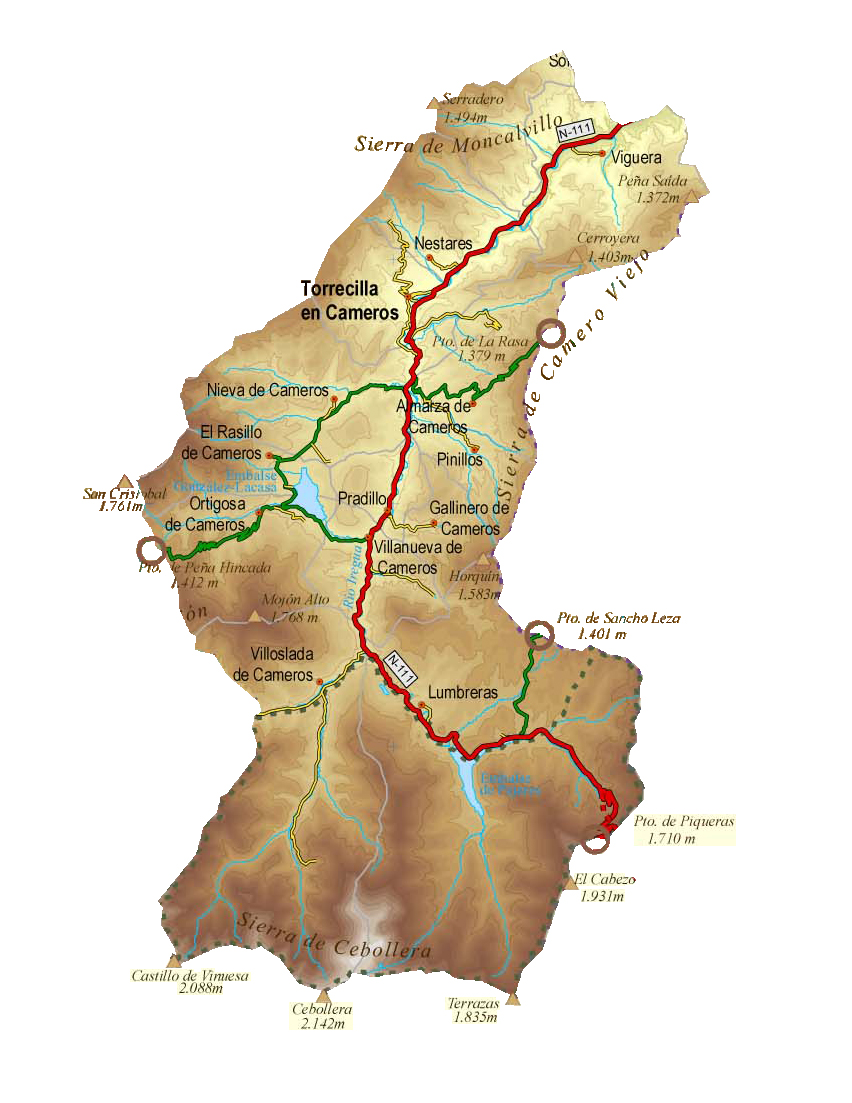
Mapa de la Orografía del Camero Nuevo

La subcomarca del Camero Nuevo la componen los municipios enclavados en el valle del río Iregua y sus afluentes, situados entre las sierras del Camero Nuevo, Serradero y Moncalvillo al oeste, divisorias con el valle del Najerilla, y de la sierra del Camero Viejo y del Hayedo de Santiago al este, divisorias con el valle del Leza, uniéndose en la cabecera por la sierra de Cebollera en la que nace el del río Iregua, entre las laderas norteñas de la cuerda que une la Sierra Cebollera con el Castillo de Vinuesa.
Es un territorio de montañas abiertas y claras, con muchos pastizales y abundantes hayedos, y en la zona de Cebollera grandes pinares.
Aquí encontramos grandes picos como son el Cebollera, Castillo de Vinuesa, Terrazas, El Cabezo, San Cristóbal, Mojón Alto o el Serradero. 
El Camero Nuevo linda al sur con Soria (comarcas de Pinares, El Valle y La Vega Cintora, y Almarza), al este con el valle del Leza, —cuenca del Camero Viejo— y al oeste su lindero es el valle del Najerilla (comarca del Alto Najerilla). Por el norte acaba cuando llega a las rocas de Viguera.

## Localidades
En la siguiente tabla se enumeran los municipios que componen la comarca, así como las aldeas o despoblados que componen cada uno de ellos (otros solo se ven cuando bajan las aguas de los pantanos y también quedan restos de los que fueron abandonados), su población a fecha de 2019 y su superficie.
| Municipio             | Población | Superficie | Pedanías y despoblados                         |
| --------------------- | --------- | ---------- | ---------------------------------------------- |
| Almarza de Cameros    | 22        | 28,11      | Ribavellosa                                    |
| El Rasillo de Cameros | 141       | 15,85      |                                                |
| Gallinero de Cameros  | 25        | 11,17      |                                                |
| Lumbreras de Cameros  | 163       | 142,91     | El Horcajo, Pajares, San Andrés y El Hoyo      |
| Montenegro de Cameros | 70        | 55,32      |                                                |
| Nestares              | 78        | 21,61      |                                                |
| Nieva de Cameros      | 89        | 42,05      | Montemediano                                   |
| Ortigosa de Cameros   | 264       | 33,02      | Peñaloscintos                                  |
| Pinillos              | 16        | 11,89      |                                                |
| Pradillo              | 59        | 10,28      |                                                |
| Torrecilla en Cameros | 482       | 15,82      |                                                |
| Viguera               | 447       | 41,72      | Castañares de las Cuevas, El Puente y Panzares |
| Villanueva de Cameros | 81        | 18,44      | Aldeanueva de Cameros y El Hoyo                |
| Villoslada de Cameros | 343       | 94,71      |                                                |

## Demografía
| Clasificación de las localidades por su población (2021) |           |
| Localidad                                                | Población |
| -------------------------------------------------------- | --------- |
| Torrecilla en Cameros                                    | 454       |
| Viguera                                                  | 376       |
| Villoslada de Cameros                                    | 354       |
| Ortigosa de Cameros                                      | 204       |
| El Rasillo de Cameros                                    | 136       |
| Lumbreras de Cameros                                     | 119       |
| Nieva de Cameros                                         | 89        |
| Nestares                                                 | 86        |
| Pradillo                                                 | 64        |
| Villanueva de Cameros                                    | 60        |
| Montenegro de Cameros                                    | 51        |
| Almarza de Cameros                                       | 36        |
| San Andrés                                               | 30        |
| Panzares                                                 | 21        |
| Peñaloscintos                                            | 20        |
| Pinillos                                                 | 20        |
| Gallinero de Cameros                                     | 19        |
| Montemediano                                             | 16        |
| Aldeanueva de Cameros                                    | 13        |
| El Horcajo                                               | 1         |
| Castañares de las Cuevas                                 | 0         |
| El Hoyo de Lumbreras                                     | 0         |
| El Hoyo de Villanueva                                    | 0         |
| El Puente                                                | 0         |
| Pajares                                                  | 0         |
| Ribavellosa                                              | 0         |

| Gráfica de evolución demográfica de Camero Nuevo entre 1900 y 2011                                                                                        |
| |
| Población de derecho (1900-1991) o población residente (2001) según los censos de población del INE. Población según el padrón municipal de 2011 del INE. |

## Educación

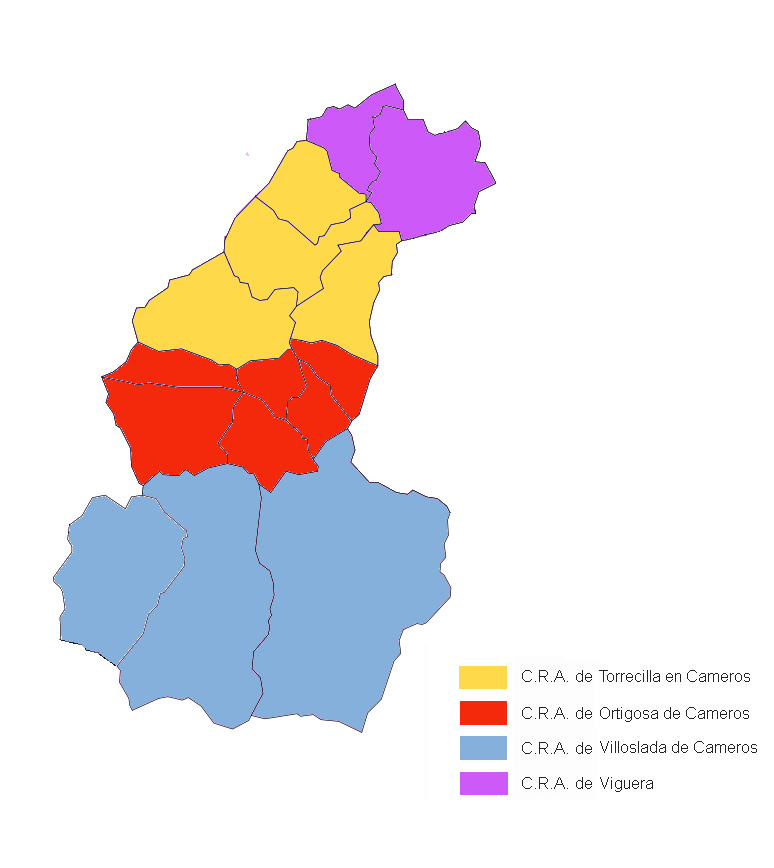
Distribución de las escuelas en el Camero Nuevo

Al igual que en otras comarcas riojanas la despoblación no permite que todos los municipios tengan un colegio propio, en el caso del Camero Nuevo se integran en el C.R.A. del Camero Nuevo y en el C.R.A. Moncalvillo. El C.R.A. del Camero Nuevo lo componen las escuelas de Torrecilla en Cameros, Ortigosa de Cameros y Villoslada de Cameros. Estas escuelas tienen aulas tanto de Ed. Infantil como Ed. Primaria.,
- Escuela de Torrecilla en Cameros: Este colegio reúne a los alumnos de los municipios de Torrecilla en Cameros y de Nestares.
- Escuela de Ortigosa de Cameros: Este colegio reúne a los alumnos de los municipios de El Rasillo, Ortigosa de Cameros, Gallinero de Cameros y Villanueva de Cameros.
- Escuela de Villoslada de Cameros: Da servicio a unos 18 alumnos provenientes de los municipios de Villoslada de Cameros, Lumbreras de Cameros y Montenegro de Cameros.

En los municipios de Almarza de Cameros, Nieva de Cameros, Pradillo y Pinillos, actualmente no hay niños por lo que no están adscritos a ninguna de las tres escuelas.
En el caso de Viguera está integrado en el C.R.A. de Moncalvillo, junto con otros pueblos de la cuenca baja del Iregua.
- Escuela de Viguera: Se funda alrededor de 1894, y lleva el nombre de Leonardo Hernaiz Clavijo, uno de sus primeros maestros. Se incorporó al CRA en el curso 1996/97. Actualmente tiene 18 alumnos oscilando ese número entre los 16 y los 29 en los últimos años.

## Paisajes
- Canto Hincado
- Escaleras de Brieva